# فرودگاه صحرایی بریمپتون
فرودگاه صحرایی بریمپتون (به انگلیسی: Brimpton Airfield) یک فرودگاه خصوصی است . این فرودگاه در کشور انگلستان قرار دارد و در ارتفاع ۶۴ متری از سطح دریا واقع شده‌است.